# Wahlen 2008
◄◄ | ◄ | 2004 | 2005 | 2006 | 2007 | Wahlen 2008 | 2009 | 2010 | 2011 | 2012 | ► | ►►

Weitere Ereignisse

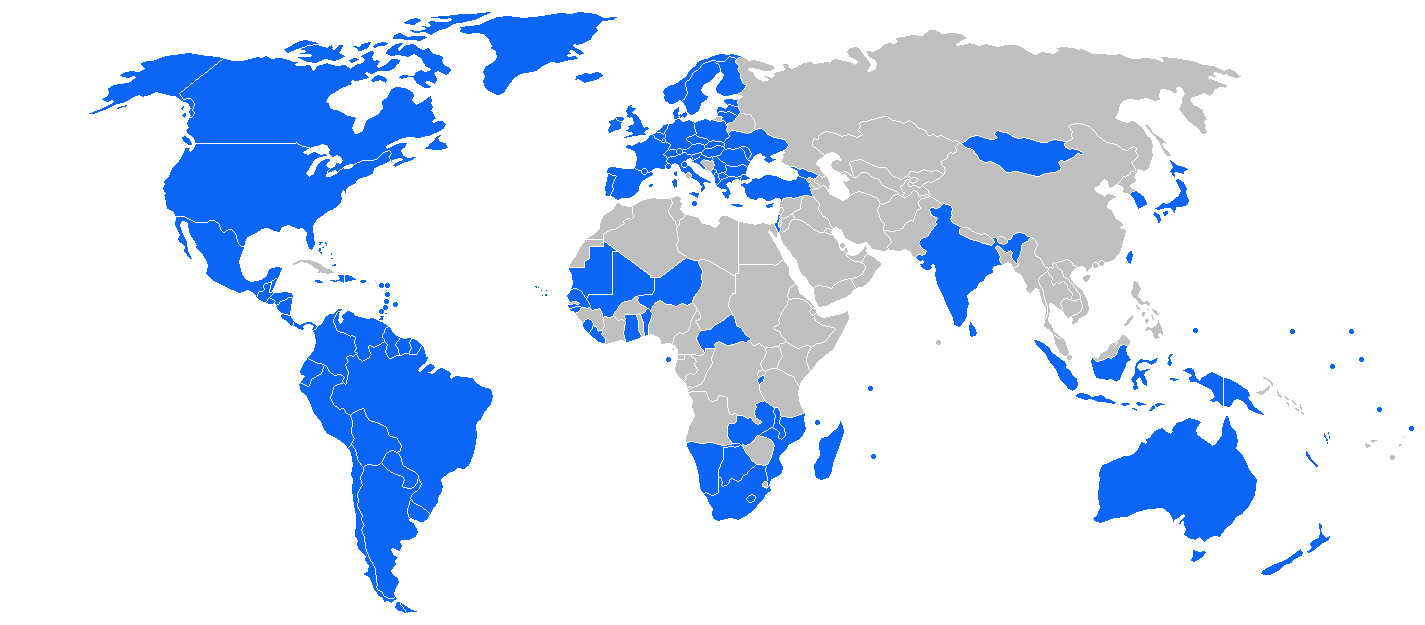
„Wahldemokratien“ 2008 laut Einschätzung von „Freedom House“

Die hier aufgelisteten Wahlen und Referenden fanden im Jahr 2008 statt oder waren für das angegebene Datum vorgesehen.
Bei weitem nicht alle der hier aufgeführten Wahlen 2008 wurden nach international anerkannten demokratischen Standards durchgeführt. Enthalten sind auch Scheinwahlen in Diktaturen ohne Alternativkandidaten oder Wahlen, deren Ergebnisse durch massiven Wahlbetrug oder ohne fairen, gleichrangigen Zugang der konkurrierenden Kandidaten oder Parteien zu den Massenmedien zustande gekommen sind. Einen groben Eindruck von der Aussagefähigkeit der gelisteten Wahlen vermittelt die nebenstehende Karte, die jene Länder in blau zeigt, die von der Organisation Freedom House als „Wahldemokratien“ eingestuft werden. Die Einschätzungen von Freedom House sind allerdings auch durchaus nicht in allen Fällen unumstritten.
Aufgrund der großen Zahl der Wahlen, die jedes Jahr weltweit durchgeführt werden, kann die Liste keinen Anspruch auf Vollständigkeit erheben. Angestrebt wird auf jeden Fall die Auflistung sämtlicher Wahlen von mindestens nationaler Bedeutung. Folgende Wahlen fanden im Jahr 2008 statt:

## Afrika

Afrika, unterteilt nach politischen Grenzen

- Am 8. Februar 2008 fand die Parlamentswahl in Dschibuti 2008 statt.
- Am 19. Februar fand die Parlamentswahl in der Westsahara 2008 (nicht anerkannter Staat) statt.
- Am 9. und 16. März fand die Parlamentswahl auf Mayotte 2008 statt.
- Am 29. März fand die Präsidentschaftswahl in Simbabwe 2008 statt.
- Am 29. März und am 27. Juni (2. Runde) fanden die Kommunalwahlen in Simbabwe 2008 statt.
- Am 13. und 20. April fanden die Kommunalwahlen in Äthiopien 2008 statt.
- Vom 27. bis 30. April fanden die Kommunalwahlen in Gabun 2008 statt.
- Am 4. Mai fand die Parlamentswahl in Äquatorialguinea 2008 statt.
- Am 5. Juli fanden die Kommunalwahlen in Sierra Leone 2008 statt.
- Am 15. und 29. Juli 2008  fand die Präsidentschaftswahl auf Anjouan (Teil der Komoren, Wahl Folge einer Invasion) statt.
- Am 5. August fand die Senatswahl in der Republik Kongo 2008 statt.
- Am 5. September 2008 fand die Parlamentswahl in Angola 2008 statt.
- Vom 15. bis 18. September 2008 fand die Parlamentswahl in Ruanda 2008 statt.
- Am 19. September 2008 fand die Parlamentswahl in Mauritius 2008 statt.
- Am 19. September 2008 fand die Parlamentswahl in Swasiland 2008 statt.
- Am 25. September 2008 fand die Präsidentschaftswahl in Südafrika 2008 statt.
- Am 30. Oktober  fand die Präsidentschaftswahl in Sambia 2008 statt.
- Am 16. November fand die Parlamentswahl in Guinea-Bissau 2008 statt.
- Am 19. November fanden die Kommunalwahlen in Mosambik 2008 statt.
- Am 7. Dezember 2008 fand die Präsidentschafts- und Parlamentswahl in Ghana 2008 statt.

## Amerika

Beide Teile des Doppelkontinentes Amerika

- Parlamentswahl in Paraguay 2008 am 20. April
- Präsidentschaftswahl in der Dominikanischen Republik 2008 am 16. Mai
- Parlamentswahl in Grenada 2008 am 8. Juli 2008
- Kanadische Unterhauswahl 2008 am 14. Oktober 2008
- Parlamentswahl in Puerto Rico 2008
- Parlamentswahl in Barbados 2008
- Regionalwahlen in Venezuela 2008
- Autonomiereferendum in Bolivien 2008
- Kommunalwahlen in Chile 2008
- Kommunalwahlen in Brasilien 2008
- Verfassungsreferendum in Ecuador 2008

### USA
Hauptartikel: Wahlen in den Vereinigten Staaten 2008
Am 4. November 2008 fanden statt:
- die Präsidentschaftswahl (Barack Obama wurde gewählt)
- die Wahl zum Repräsentantenhaus
- die Wahl zum Senat
- die Gouverneurswahlen
- viele Wahlen zu Parlamenten auf Staats- und Kommunalebene

## Asien

Asien, unterteilt nach politischen Grenzen

- Wahlen zum Legislativ-Yuan der Republik China (Taiwan) 2008 am 12. Januar
- Parlamentswahl in Pakistan am 18. Februar
- Parlamentswahl in Malaysia 2008 am 8. März
- Iranische Parlamentswahlen 2008 am 14. März
- Präsidentenwahl in der Republik China (Taiwan) 2008 am 22. März
- Parlamentswahl in Bhutan 2008 am 24. März
- Parlamentswahl in Südkorea 2008 am 9. April
- Wahl zur Verfassunggebenden Versammlung Nepals 2008 am 10. April
- Parlamentswahl in Kuwait 2008 am 17. Mai 2008
- Parlamentswahl in der Mongolei 2008 am 29. Juni 2008
- Parlamentswahl in Kambodscha 2008 am 27. Juli 2008
- Parlamentswahl in Bangladesch 2008 am 29. Dezember 2008
- Verfassungsreferendum in Myanmar 2008
- Parlamentswahl in Hongkong 2008
- Präsidentschaftswahl im Libanon 2008
- Präsidentschaftswahl auf den Malediven 2008
- Präsidentschaftswahl in Nepal 2008
- Parlamentswahl in Südkorea 2008

## Australien/Ozeanien

Ozeanien

- Parlamentswahl in Nauru 2008 am 26. April
- Parlamentswahl in Neuseeland 2008 am 8. November 2008
- Parlamentswahl in Palau 2008 am 4. November 2008
- Präsidentschaftswahl auf den Marshallinseln 2008
- Parlamentswahl in Tokelau 2008
- Parlamentswahl in Französisch-Polynesien 2008
- Präsidentschaftswahl in Französisch-Polynesien 2008
- Referendum zur Monarchie in Tuvalu 2008 am 30. April 2008
- Parlamentswahl in Niue 2008
- Senatswahl in Guam 2008
- Parlamentswahl in Amerikanisch-Samoa 2008
- Gouverneurswahl in Amerikanisch-Samoa 2008
- Parlamentswahl in Vanuatu 2008

## Europa

Europa, gegenüber Asien am Uralfluss und -gebirge sowie dem Kamm des Kaukasus abgegrenzt

### Deutschland
- Am 27. Januar 2008 fand die Landtagswahl in Hessen 2008 statt.
- Am 27. Januar 2008 fand die Landtagswahl in Niedersachsen 2008 statt.
- Am 24. Februar 2008 fand die Bürgerschaftswahl in Hamburg 2008 statt.
- Am 2. März 2008 fanden die Kommunalwahlen in Bayern 2008 statt.
- Am 25. Mai 2008 fanden die Kommunalwahlen in Schleswig-Holstein 2008 statt.
- Am 9. Juni 2008 fanden die Kommunalwahlen in Sachsen 2008 statt. Zudem wurden Landratswahlen abgehalten.
- Am 28. September 2008 fand die Landtagswahl in Bayern 2008 statt.
- Am 28. September 2008 fanden die Kommunalwahlen in Brandenburg 2008 statt.
- Am 6. Juli 2008 fand die Nachwahl zur Bremischen Bürgerschaft 2008 statt.

| Staat       | Staat   | Wahl/Abstimmung                     | Kategorie                    |
| ----------- | ------- | ----------------------------------- | ---------------------------- |
| Deutschland | Sachsen | Bürgermeisterwahlen in Sachsen 2008 | Bürgermeisterwahl in Sachsen |

### Italien
- 13. und 14. April fanden die Parlamentswahlen in Italien 2008 statt.
- 13. und 14. April fanden die Kommunalwahlen in Italien 2008, die Regionalwahl in Friaul-Julisch Venetien 2008 und die Regionalwahl in Sizilien 2008 statt.
- 26. Oktober fanden die Landtagswahl in Südtirol 2008 und die Landtagswahl im Trentino 2008 statt.
- 14. und 15. Dezember fand die Regionalwahl in den Abruzzen 2008 statt.

### Österreich
- Am 20. Jänner 2008 fand die Gemeinderatswahl in Graz 2008 statt.
- Am 9. März fand die Landtagswahl in Niederösterreich 2008 statt.
- Am 8. Juni fand die Landtagswahl in Tirol 2008 statt.
- Am 28. September fand die Nationalratswahl in Österreich 2008 statt.

### Schweiz
- Am 10. Februar 2008 fanden im Kanton Glarus Ersatzwahlen für einen der zwei Sitze im  Ständerat statt.
- Am 16. März 2008 fanden im Kanton St. Gallen Wahlen zum Kantonsrat und des Regierungsrates statt.
- Am 16. März 2008 fanden im Kanton Schwyz Wahlen zum Kantonsrat und des Regierungsrates statt.
- Am 6. April 2008 fanden im Kanton Uri Wahlen zum Landrat und des Regierungsrates statt.
- Am 6. April 2008 fanden im Kanton Thurgau Wahlen zum Grossen Rat und des Regierungsrates statt.
- Am 31. August 2008 fanden im Kanton Schaffhausen Wahlen zum Kantonsrat und des Regierungsrates statt.
- Am 14. September 2008 fanden im Kanton Basel-Stadt Wahlen zum Grossen Rat und des Regierungsrates statt.
- Bundesratswahl 2008

### Übriges Europa
- Präsidentschaftswahl in der Republik Zypern 2008 am 17. Februar 2008 und 24. Februar 2008, siehe: Dimitris Christofias
- Präsidentschaftswahl in Russland 2008 am 2. März
- Parlamentswahl in Malta 2008 am 8. März
- Parlamentswahl in Spanien 2008 am 9. März
- Präsidentschaftswahl in Montenegro 2008 am 6. April
- Parlamentswahl in Serbien 2008 am 11. Mai
- Parlamentswahl in Mazedonien 2008 am 1. Juni 2008
- Parlamentswahl in Slowenien 2008 am 21. September 2008
- Senatswahlen vom 21. September 2008: 1/3 der Mitglieder des französischen Senats wurden neu gewählt[1]
- Parlamentswahl in Belarus 2008 am 28. September 2008
- Senatswahl in Tschechien 2008 im Oktober 2008
- Parlamentswahl in Litauen 2008 am 12. Oktober 2008
- Referendum in Litauen 2008 am 12. Oktober 2008
- Parlamentswahl in Rumänien 2008 am 30. November 2008
- Wahl der Chief Pleas von Sark am 10. Dezember 2008
- Präsidentschaftswahl in Georgien 2008 am 5. Januar
- Parlamentswahl in Georgien 2008 am 21. Mai 2008
- Präsidentschaftswahl in Aserbaidschan 2008 am 15. Oktober 2008